# C.R.D.A. Monfalcone 1959-1960
Questa voce raccoglie le informazioni riguardanti il C.R.D.A. Monfalcone nelle competizioni ufficiali della stagione 1959-1960.

## Rosa
| N. |                   | Ruolo | Calciatore         |
| -- | ----------------- | ----- | ------------------ |
|    | Italia (bandiera) |       | Bonazza            |
|    | Italia (bandiera) | P     | Milvano Brazzoni   |
|    | Italia (bandiera) | C     | Ugo Callegari      |
|    | Italia (bandiera) |       | Coffieri           |
|    | Italia (bandiera) | C     | Walter Cossar      |
|    | Italia (bandiera) |       | Covaz              |
|    | Italia (bandiera) | D     | Ennio Cuzzot       |
|    | Italia (bandiera) |       | Deffendi           |
|    | Italia (bandiera) | C     | Luciano Del Bene   |
|    | Italia (bandiera) |       | Farfoglia          |
|    | Italia (bandiera) |       | Furlan             |
|    | Italia (bandiera) | A     | Lucio Masat        |
|    | Italia (bandiera) | D     | Umberto Meggiolaro |
|    | Italia (bandiera) |       | Meret              |
|    | Italia (bandiera) | D     | Romano Micelli     |
|    | Italia (bandiera) | D     | Sergio Osterman    |

| N. |                   | Ruolo | Calciatore      |
| -- | ----------------- | ----- | --------------- |
|    | Italia (bandiera) | A     | Luciano Padoan  |
|    | Italia (bandiera) | P     | Claudio Peres   |
|    | Italia (bandiera) | C     | Bruno Popazzi   |
|    | Italia (bandiera) | A     | Livio Rimbaldo  |
|    | Italia (bandiera) | D     | Marino Rossetti |
|    | Italia (bandiera) | A     | Bruno Soban     |
|    | Italia (bandiera) | A     | Mario Stigliani |
|    | Italia (bandiera) | D     | Raimondo Taucar |
|    | Italia (bandiera) | D     | Sergio Trevisan |
|    | Italia (bandiera) |       | Tolazzi         |
|    | Italia (bandiera) | A     | Livio Tonca     |
|    | Italia (bandiera) | A     | Guglielmo Toros |
|    | Italia (bandiera) |       | Travain         |
|    | Italia (bandiera) |       | Visintin        |
|    | Italia (bandiera) | D     | Fulvio Zonch    |